# Resolution 200 des UN-Sicherheitsrates
Die Resolution 200 des UN-Sicherheitsrates vom 15. März 1965 empfiehlt der UN-Generalversammlung, dem Antrag des soeben vom Vereinigten Königreich unabhängig gewordenen westafrikanischen Staates Gambia auf Mitgliedschaft in den Vereinten Nationen zuzustimmen.
Die Resolution lautet wie folgt (nicht offizielle Übersetzung):
Der Sicherheitsrat
empfiehlt der Generalversammlung, nach Prüfung des Antrags der Republik Gambia auf Aufnahme in die Vereinten Nationen, Gambia die Mitgliedschaft in den Vereinten Nationen zu genehmigen.
Die Resolution wurde auf der 1190. Sitzung des Sicherheitsrates verabschiedet.